# Fritz Fanta
Fritz Fanta (* 2. September 1906 in Reichenberg; † 16. Oktober 1988 in Linz) war ein österreichischer Architekt.

## Leben
Fritz Fanta studierte von 1924 bis 1931 Architektur an der Deutschen Technischen Hochschule in Brünn, unter anderem bei seinem Vater Heinrich Fanta. Von 1930 bis 1938 war er Wissenschaftlicher Assistent in Brünn und wurde 1936 zum Dr.techn. promoviert. Er war parallel bei seinem Vater als Architekt tätig.
1938 wurde er Leiter Entwurfsamt im Stadtbauamt von Linz. 1943 wurde er Soldat und 1944 schwer verwundet mit Verlust des rechten Armes. 1945 nahm er seine Tätigkeit in Linz wieder auf. 1971 ging er in den Ruhestand.
Fanta ist wesentlich mit dem Wiederaufbau von Linz verbunden. 1958 wurde er zum Professor ernannt. Von 1960 bis 1963 war er Präsident der Künstlervereinigung MAERZ und von 1960 bis 1966 Vizepräsident der Zentralvereinigung der Architekten Oberösterreichs. Ab 1969 war Fanta Mitglied in der Staatsprüfungskommission an der Technischen Universität Wien.

## Projekte in Linz
- Karlhofsiedlung (1938)
- Gasthaus Prielmayrhof (1941)
- Aubergverbauung (1942)
- Wohnhaus am Bauernberg (1946)
- Schule Ebelsberg (1946)

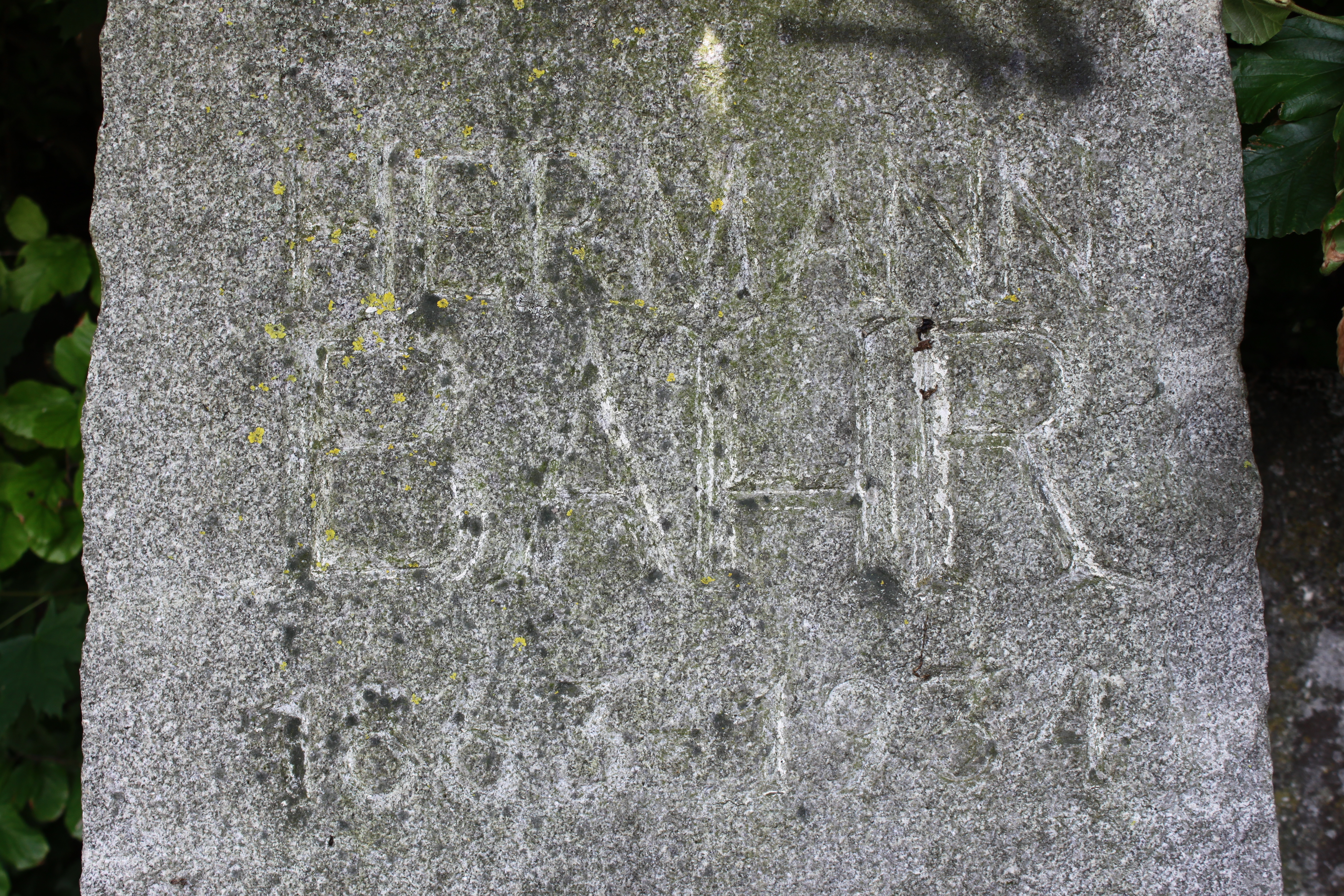
Hermann Bahr Brunnen von Fritz Fanta

- Feuerwehrzeughaus/Waagschule (1947 bis 1950)
- Schlossberggartengestaltung (1948 bis 1953)
- HTL Bau und Design Linz Wiederaufbau (1945 bis 1950)
- Atelierhaus des Kulturrings der Wirtschaft Oberösterreichs (1955; Denkmalschutzobjekt seit 2009)
- Europaschule Linz (1957 bis 1959)
- Geschäftshaus, Gasthof "Zum Goldenen Stern" (1958)
- Hermann-Bahr-Brunnen (1959)
- Dr.-Ernst-Koref-Schule (bis 1961)